# Verwaltungsgemeinschaft Weißwasser/O.L.
Verwaltungsgemeinschaft Weißwasser/O.L. (górnołuż. Zarjadniski zwjazk Běła Woda) – wspólnota administracyjna w Niemczech, w kraju związkowym Saksonia, w okręgu administracyjnym Drezno, w powiecie Görlitz. Siedziba wspólnoty znajduje się w mieście Biała Woda.
Wspólnota administracyjna zrzesza dwie gminy, w tym jedną gminę miejską:
- Biała Woda
- Weißkeißel